# 伊万·科别茨
伊万·伊万诺维奇·科别茨（俄语：Ива́н Ива́нович Ко́пец，1908年9月19日—1941年6月22日）苏联空军少将，苏德战争时期西线的指挥官。1941年苏德战争爆发，西部方面军在比亚韦斯托克-明斯克战役遭到毁灭性打击，总司令德米特里·格里戈里耶维奇·巴甫洛夫被解除职务、逮捕，并被控以叛国与失职。科别茨則在德軍入侵當天駕機，自空中俯瞰空軍遭到的毀滅性破壞，確認後降落飲彈自盡而亡。